# Meteor : Le Chemin de la destruction
Meteor : Le Chemin de la destruction (Meteor) est une mini-série catastrophe américaine en deux parties de 90 minutes diffusé les 12 et 19 juillet 2009 sur le réseau NBC.
En Belgique, la mini-série est diffusée le 24 février 2009 sur[Laquelle ?] et, en France, le 22 mai 2009 sur[Laquelle ?].

## Synopsis
Le Dr Lehman, un astronome, et son assistante, Imogene O'Neill, découvrent que l'astéroïde 114 Kassandra est entré en collision avec une comète et que l'astéroïde se dirige vers la Terre. S'il entre en collision avec la Terre, ce sera la fin du monde. Dans le même temps, les débris de l'astéroïde frappent les grandes villes du monde. Au milieu du chaos, le détective Jack Crowe recherche son ex-partenaire psychopathe, Stark, qui cherche à se venger en tuant Jack, le père de Jack et sa fille.

## Fiche technique
Sauf indication contraire, les informations mentionnées dans cette section peuvent être confirmées par la base de données cinématographiques IMDb,  présente dans la section « Liens externes ».
- Titre original : Meteor
- Titre français : Meteor : Le Chemin de la destruction
- Réalisation : Ernie Barbarash
- Scénario : Alex Greenfield
- Musique : Jonathan Snipes
- Direction artistique : Vahn Armstrong
- Décors : Scott H. Campbell
- Costumes : Evan Waters et Meghan Wincor
- Photographie : Maximo Munzi
- Montage : Tricia Gorman et Mike Witting
- Production : Juan A. Mas, Milena Milicevic et Tony Roman
- Sociétés de production : Alpine Medien Productions, Larry Levinson Productions et Grand Army Entertainment
- Société de distribution : RHI Entertainment
- Pays d’origine :  États-Unis
- Langue originale : anglais
- Genre : catastrophe
- Durée : 180 minutes (2 x 90 minutes)
- Dates de diffusion :
  - Belgique : 24 février 2009
  - États-Unis : 12 juillet 2009 sur NBC
  - France : 22 mai 2009 sur[Laquelle ?]

## Distribution
- Billy Campbell (VF : Emmanuel Jacomy[1]) : Détective Jack Crowe
- Marla Sokoloff (VF : Sauvane Delanoë) : Imogene O'Neil
- Christopher Lloyd (VF : Pierre Hatet) : Pr Daniel Lehman
- Michael Rooker (VF : Emmanuel Karsen) : Calvin Stark
- Stacy Keach (VF : Bernard Tiphaine) : le shérif Crowe
- Jason Alexander (VF : Philippe Ogouz) : Dr Chetwyn
- Ernie Hudson (VF : Daniel Beretta) : le général Brasser
- Stephen Bridgewater (VF : Jean-François Vlérick) : Derrick
- Camille Chen (VF : Léa Gabriele) : Lieutenant Quigley
- Carmen Argenziano (VF : Jacques Brunet) : Commandant Murphy
- Mimi Michaels (VF : Karine Foviau) : Jenny Crowe
- Jimmy Pinchak (VF : Alexandre Nguyen) : Michael Hapscomb
- Erin Cottrell (VF : Charlotte Marin) : Chelsea Hapscomb
- Kenneth Mitchell (VF : Alexis Victor) : Russ Hapscomb
- David Starzyk (VF : Jean-Louis Faure) : Colonel Beck
- Paola Turbay (VF : Annabelle Roux) : Infirmière Huxley
- Tiffany Hines (VF : Catherine Desplaces) : Maya